# (474061) 2016 HE21
(474061) 2016 HE21 es un asteroide perteneciente al cinturón de asteroides, descubierto el 10 de enero de 2008 por el equipo del Spacewatch desde el Observatorio Nacional de Kitt Peak, Arizona, Estados Unidos.

## Designación y nombre
Designado provisionalmente como 2016 HE21.

## Características orbitales
2016 HE21 está situado a una distancia media del Sol de 2,431 ua, pudiendo alejarse hasta 2,809 ua y acercarse hasta 2,053 ua. Su excentricidad es 0,155 y la inclinación orbital 1,562 grados. Emplea 1385 días en completar una órbita alrededor del Sol.

## Características físicas
La magnitud absoluta de 2016 HE21 es 17,84.